# Palazzo Monaco di Lapio
Il Palazzo Monaco di Lapio, a Napoli, è ubicato nella centrale via Toledo.
Il suolo fu acquistato nel 1551 da Cristoforo Vitale di Cava de’ Tirreni che vi edificò il palazzo originario. Nel 1578 fu acquistato dall'avvocato Giovan Pietro Mangrella, il quale dispose nelle sue volontà testamentarie di donare tutto il suo patrimonio, compreso questo palazzo, all'Ordine dei benedettini della Santissima Trinità di Cava de’ Tirreni. Fu riconfigurato, con ogni probabilità, da
Giovan Battista Nauclerio durante l’ultimo decennio del Seicento su incarico di Marco Garofalo, che a sua volta acquistò l’immobile dai monaci di Cava de’ Tirreni.
Nel XVIII secolo divenne proprietà della famiglia Monaco, la quale commissionò a un ignoto architetto (che secondo alcuni fu Pompeo Schiantarelli) l'ultimo e definitivo rifacimento del palazzo in stile tardobarocco. Alla seconda metà del XIX secolo va ricondotto il quarto piano sopraelevato con loggiato, realizzato in modo tale da non alterare il prospetto principale su via Toledo. Nel 1920 fu ereditato dal barone Rinaldo Monaco di Lapio che lo restaurò con una diversa disposizione dei busti in facciata e delle statue negli spazi del cortile e dello scalone.
L'edificio si presenta con una suggestiva facciata di tre piani a stucco che crea timpani arcuati, nei quali sono inseriti i busti.
Di notevole impatto nella facciata è il balcone centrale del piano nobile che occupa lo spazio di tre vani, mentre nei piani sovrastanti sono presenti balconi più piccoli.
Nell'androne e nel cortile del palazzo sono presenti varie statue e fontane di antica fattura; in fondo al cortile e in asse rispetto all'ingresso si innalza una scenografica scala settecentesca a tre arcate per livello che fu restaurata nel 1963. 
Negli appartamenti del secondo piano dovrebbero ancora conservarsi dei soffitti decorati.
Tra il 2017 e il 2018 sono stati restaurati tutti i prospetti esterni dell'edificio.

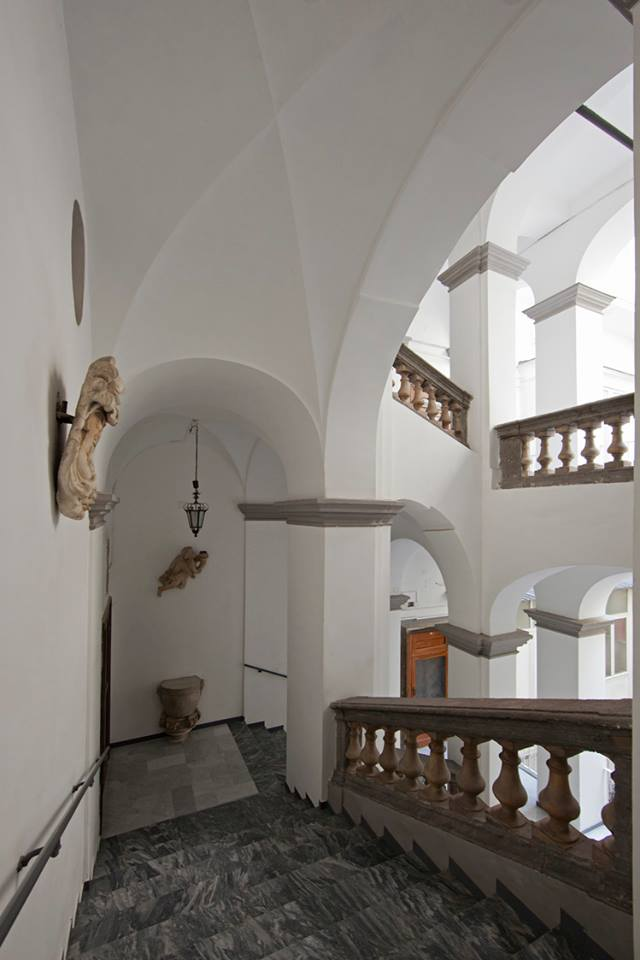
Scorcio della scala